# Dino Djiba
Dino Djiba (ur. 20 grudnia 1985 w Dakarze) – piłkarz senegalski grający na pozycji pomocnika.

## Kariera klubowa
Karierę piłkarską Djiba rozpoczął we francuskim klubie FC Metz. W 2002 roku zaczął grać w czwartoligowych rezerwach tego klubu, a w 2003 roku awansował do kadry pierwszego zespołu. 4 października 2003 zadebiutował w Ligue 1 w wygranym 2:0 wyjazdowym spotkaniu z RC Lens. W 2006 roku spadł z Metz do Ligue 2 i po spadku zespołu grał w coraz mniejszej liczbie meczów. Od 2002 do końca sezonu 2007/2008 rozegrał w Metz 56 meczów i strzelił 2 gole.
Następnie Djiba grał w Gondomar SC, FC 08 Homburg, CS Blénod-lès-Pont-à-Mousson i Thionville FC. W 2012 zakończył karierę.

## Kariera reprezentacyjna
W reprezentacji Senegalu Djiba zadebiutował w 2004 roku. W 2006 roku był rezerwowym podczas Pucharu Narodów Afryki 2006 i rozegrał tam jedno spotkanie, przegrane 0:1 z Nigerią.